# Fagepauropus hesperidus
Fagepauropus hesperidus är en mångfotingart som beskrevs av Paul Auguste Remy 1951. Fagepauropus hesperidus ingår i släktet Fagepauropus och familjen Polypauropodidae. Inga underarter finns listade i Catalogue of Life.